# Henry King

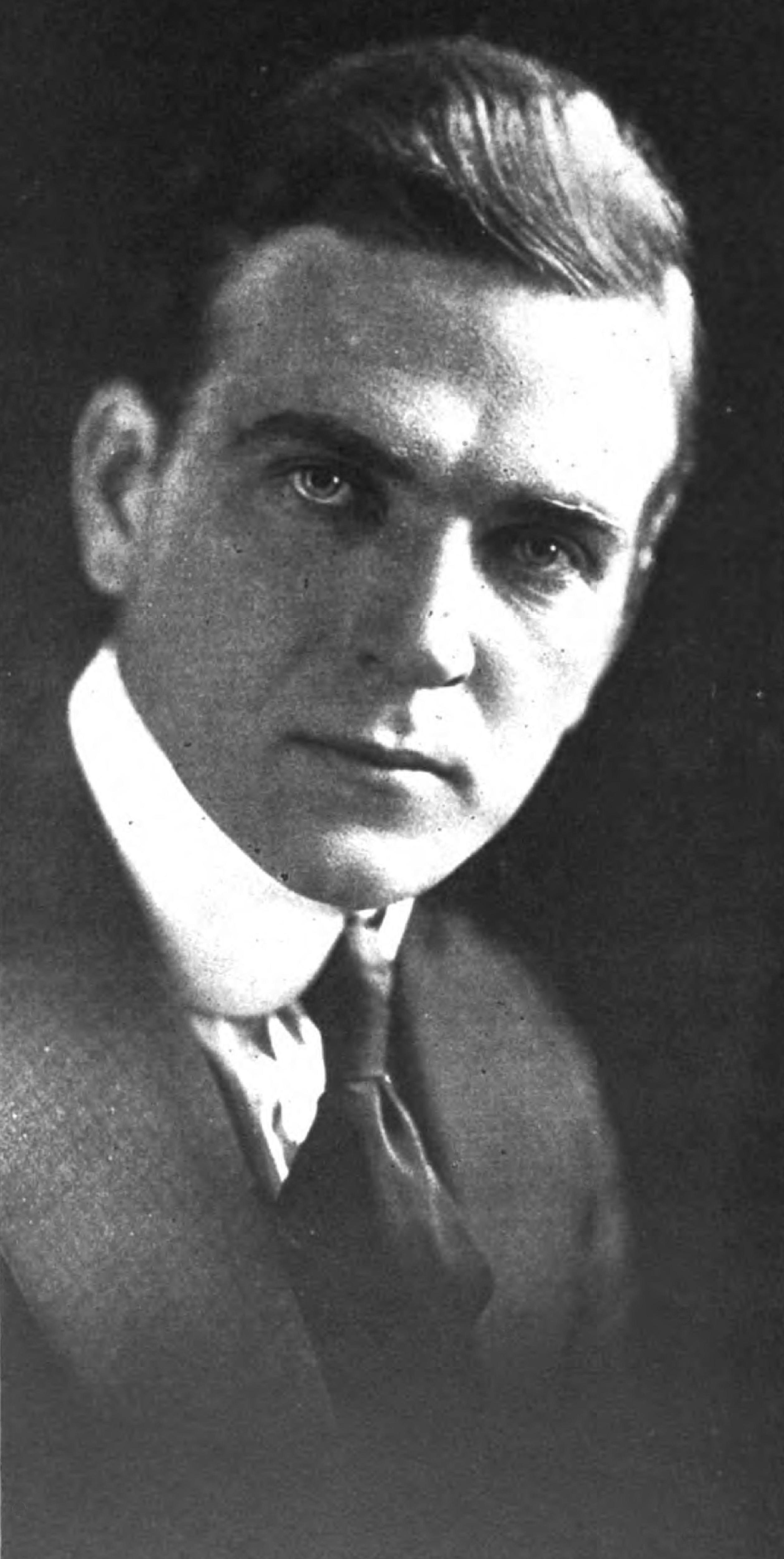
Henry King (1915)

Henry King (* 24. Januar 1886 in Christiansburg, Virginia; † 29. Juni 1982 in Toluca Lake, Kalifornien) war ein US-amerikanischer Filmregisseur, Filmproduzent und Schauspieler, der eine lange und erfolgreiche Karriere als Hollywood-Regisseur vorweisen konnte.

## Leben und Karriere
Henry King stammte aus einer Kleinstadt in Virginia und verließ bereits mit 15 Jahren die Schule. Er arbeitete zunächst bei der Eisenbahn, um dann auf verschiedenen Theaterbühnen als Darsteller zu agieren. Bereits 1913 kam er zum Film, wo er in vielen heute vergessenen Stummfilmen als Schauspieler mitwirkte. Er begann seine Karriere als Regisseur 1915 und feierte seinen ersten großen kommerziellen Erfolg vier Jahre später mit 23 1/2 Hours Leave, einer Komödie über Soldaten auf Freigang. 1921 gründete er gemeinsam mit dem Schauspieler Richard Barthelmess die Filmgesellschaft Inspiration Film. Mit seiner einfachen, kraftvollen Bildsprache erwies sich Tol'able David als großer künstlerischer und finanzieller Erfolg und zeigte bereits viele Stilelemente von Kings späteren Werken: große Heimatverbundenheit, glaubwürdige, ehrliche Charaktere und eine gewisse Vorliebe für historische Motive. King inszenierte daraufhin für Lillian Gish in Italien Romola und Die weiße Schwester. Allein das Set von Florenz, das für Romola gebaut wurde, nahm eine Fläche von sieben Hektar ein. Die Kritiker lobten die kluge Regie und die sehr gute Darstellerführung. Dank des Erfolges wurde King von Samuel Goldwyn unter Vertrag genommen, wo er für den Erfolg des Leinwandpaares Ronald Colman und Vilma Bánky verantwortlich war, die er unter anderem im Western-Klassiker Entfesselte Elemente und in The Magic Flame betreute.
Der Wechsel zum Tonfilm war für King kein Problem und er schuf in den nächsten Jahrzehnten einige der größten Kassenerfolge für die Gesellschaft Fox, aus der später die 20th Century Fox hervorging. Neben heimatverbundenen Komödien mit Will Rogers wie Jahrmarktsrummel und Janet Gaynor in Merely Mary Ann war er verantwortlich für die kostspieligen Filme in Starbesetzung, die Darryl F. Zanuck über die Gay Nineties (die 1890er-Jahre) produzieren ließ: Alexander’s Ragtime Band, Little Old New York oder Maryland. Zu seinen bekanntesten Werken gehört die Literaturverfilmung Das Lied von Bernadette nach dem gleichnamigen Roman von Franz Werfel. Für diesen Film wurde King auf der ersten Golden-Globe-Verleihung überhaupt in der Kategorie Beste Regie ausgezeichnet und als Regisseur für den Oscar nominiert. Des Weiteren inszenierte er die Abenteuerfilme Der Seeräuber und Der Hauptmann von Kastilien, beide mit Tyrone Power, das Weltkriegsdrama Der Kommandeur sowie die beiden Ernest-Hemingway-Adaptionen Schnee am Kilimandscharo und Zwischen Madrid und Paris. Zu seinen heute anerkanntesten Werken zählt Der Scharfschütze von 1950, der rückblickend einer der ersten „intellektuellen Western“ des Hollywood-Kinos war. King drehte bis in die 1960er Jahre weitere kommerziell und künstlerisch sehr erfolgreiche Filme, so Alle Herrlichkeit auf Erden, den größten Kassenerfolg des Jahres 1955 und Zärtlich ist die Nacht, der Verfilmung des gleichnamigen Romans von F. Scott Fitzgerald, der 1962 in den Verleih kam.
Henry King gehörte zu den 36 Gründungsmitgliedern der Academy of Motion Picture Arts and Sciences. Er war mit der Schauspielerin Gypsy Abbott (1896–1952) bis zu ihrem Tod verheiratet, das Paar hatte vier Kinder. 1959 heiratete er in zweiter Ehe, die bis zu seinem Tod hielt. King verstarb 1982 im Alter von 96 Jahren im Schlaf an einem Herzinfarkt. Ein Stern auf dem Walk of Fame, Höhe 6327 Hollywood Boulevard, erinnert an den Regisseur.

## Bewertung
Henry King gilt heute als der typische Repräsentant der Americana im Film, der Schilderung von ruhigen, oft nostalgischen Erinnerungen an eine vergangene Ära, die auf menschliche Werte und persönliche Integrität großen Wert legte. Kaum ein anderer Regisseur war über eine so lange Zeit kreativ und auch noch kommerziell erfolgreich. Sein Lebenswerk erstreckt sich von den Pioniertagen des Filmes bis in die 1960er-Jahre, wofür er auch 1957 von der Directors Guild of America mit einem Ehrenpreis ausgezeichnet wurde. Er galt für drei Jahrzehnte als verlässlichster und vielfältigster Vertragsregisseur von 20th Century Fox.

## Filmografie (Auswahl)
- 1913: A False Friend (Filmdebüt als Schauspieler)
- 1915: Who Pays? (Regiedebüt)
- 1919: 23 1/2 Hours Leave
- 1920: One Hour Before Dawn
- 1921: Der Überfall auf die Virginiapost (Tol'able David)
- 1922: The Seventh Day
- 1923: Die weiße Schwester (The White Sister)
- 1924: Die Hochzeit von Florenz (Romola)
- 1925: Das Opfer der Stella Dallas (Stella Dallas)
- 1926: Entfesselte Elemente (The Winning of Barbara Worth)
- 1927: König Harlekin (The Magic Flame)
- 1928: Die Stunde der Entscheidung (The Woman Disputed)
- 1931: Merely Mary Ann
- 1933: Jahrmarktsrummel (State Fair)
- 1934: Marie Galante
- 1935: One More Spring
- 1936: Ramona
- 1936: Signale nach London (Lloyd’s of London)
- 1937: Im siebenten Himmel (Seventh Heaven)
- 1938: Chicago (In Old Chicago)
- 1938: Alexander’s Ragtime Band
- 1939: Jesse James, Mann ohne Gesetz (Jesse James)
- 1940: Little Old New York
- 1940: Der Tod des alten Zirkuslöwen (Chad Hanna)
- 1941: Echo der Jugend (Remember the Day)
- 1941: A Yank in the R.A.F.
- 1942: Der Seeräuber (The Black Swan)
- 1943: Das Lied von Bernadette (The Song of Bernadette)
- 1944: Wilson
- 1945: A Bell for Adano
- 1947: Der Hauptmann von Kastilien (Captain from Castile)
- 1948: Deep Waters
- 1949: In den Klauen des Borgia (Prince of Foxes)
- 1949: Der Kommandeur (Twelve O'Clock High)
- 1950: Der Scharfschütze (The Gunfighter)
- 1951: I’d Climb the Highest Mountain
- 1951: David und Bathseba (David and Bathsheba)
- 1952: Fünf Perlen (O. Henry’s Full House) (Regie der 5. Episode)
- 1952: Schnee am Kilimandscharo (The Snows of Kilimanjaro)
- 1953: Der Hauptmann von Peshawar (King of the Khyber Rifles)
- 1955: Die Unbezähmbaren (Untamed)
- 1955: Alle Herrlichkeit auf Erden (Love Is a Many-Splendored Thing)
- 1956: Karussell (Carousel)
- 1957: Zwischen Madrid und Paris (The Sun Also Rises)
- 1958: Bravados (The Bravados)
- 1959: Diese Erde ist mein (This Earth is Mine)
- 1959: Die Krone des Lebens (Beloved Infidel)
- 1961: Zärtlich ist die Nacht (Tender is the Night)

## Auszeichnungen

### Oscar
- Oscarverleihung 1944: Nominierung in der Kategorie Beste Regie für Das Lied von Bernadette
- Oscarverleihung 1945: Nominierung in der Kategorie Beste Regie für Wilson

### Directors Guild of America Award
- 1951: Nominierung als bester Regisseur für David und Bathseba
- 1952: Nominierung als bester Regisseur für Schnee am Kilimandscharo
- 1953: Nominierung als bester Regisseur für King of the Khyber Rifles
- 1953: Nominierung als bester Regisseur für Der Hauptmann von Peshwar
- 1956: Nominierung als bester Regisseur für Karussell
- 1957: Lifetime Achievement Award

### Golden Globe Award
- 1944: Golden Globe als Bester Regisseur für Das Lied von Bernadette